# Gran Premio de los Países Bajos de Motociclismo de 1956
El Gran Premio de los Países Bajos de Motociclismo de 1956 fue la segunda prueba de la temporada 1956 del Campeonato Mundial de Motociclismo. El Gran Premio se disputó el 30 de junio de 1956 en el Circuito de Assen.

## Resultados 500cc
A pesar de la aparición del Moto Guzzi V8 con Ken Kavanagh y Bill Lomas, tuvo la resistencia de John Surtees con la MV Agusta 500 4C. Sólo Walter Zeller se quedó en la misma vuelta con su BMW RS 54, pero medio minuto por detrás. Las Guzzis se retiraron y, por tanto, el sudafricano Eddie Grant terminó la carrera.
| Pos.    | Piloto             | Equipo     | Tiempo      | Puntos |
| ------- | ------------------ | ---------- | ----------- | ------ |
| 1       | John Surtees       | MV Agusta  | 1h 34:05.1  | 8      |
| 2       | Walter Zeller      | BMW        | + 25.5      | 6      |
| 3       | Eddie Grant        | Norton     | + 1 Vuelta  | 4      |
| 4       | Keith Bryen        | Norton     | + 1 Vuelta  | 3      |
| 5       | Paul Fahey         | Matchless  | + 1 Vuelta  | 2      |
| 6       | Ernst Hiller       | BMW        | + 1 Vuelta  | 1      |
| 7       | Gerald Robarts     | Norton     | + 1 Vuelta  |        |
| 8       | Piet Bakker        | Norton     | + 1 Vuelta  |        |
| 9       | Priem Rozenberg    | BMW        | + 1 Vuelta  |        |
| 10      | Frederick Cook     | Matchless  | + 2 Vueltas |        |
| 11      | Casper Swart       | Norton     | + 3 Vueltas |        |
| Ret     | Anton Elbersen     | Matchless  | Ret         |        |
| Ret     | Francisco González | Norton     | Ret         |        |
| Ret     | Bob McIntyre       | Gilera     | Ret         |        |
| Ret     | John Grace         | Norton     | Ret         |        |
| Ret     | Umberto Masetti    | MV Agusta  | Ret         |        |
| Ret     | Gustav Havel       | Jawa       | Ret         |        |
| Ret     | František Šťastný  | Jawa       | Ret         |        |
| Ret     | Bill Lomas         | Moto Guzzi | Ret         |        |
| Ret     | Frantisek Helikar  | Jawa       | Ret         |        |
| Ret     | Kenneth Tostevin   | Matchless  | Ret         |        |
| Ret     | Barry Hodgkinson   | Norton     | Ret         |        |
| Ret     | Jaap Iesberts      | Matchless  | Ret         |        |
| Ret     | Marinus van Son    | Matchless  | Ret         |        |
| Ret     | Hans-Gunther Jäger | Norton     | Ret         |        |
| Ret     | Ken Kavanagh       | Moto Guzzi | Ret         |        |
| Ret     | Lodewijk Simons    | Norton     | Ret         |        |
| Ret     | Gerrit ten Kate    | Norton     | Ret         |        |
| Ret     | Kees Koster        | Norton     | Ret         |        |
| Ret     | Leen Reehorst      | Jawa       | Ret         |        |
| Ret     | Dreikus Veer       | Jawa       | Ret         |        |
| Fuente: |                    |            |             |        |

## Resultados 350cc
John Surtees se llevó los primeros puntos con la nueva MV Agusta 350 de cuatro cilindros, pero tuvo que contentarse con el segundo lugar detrás de la Moto Guzzi Monocilindrica 350 de Bill Lomas. DKW tuvo mejor rendimiento que en la Man TT, pero con la RM 350 de dos tiempos ocupó el tercer y cuarto puesto.
| Pos. | Piloto           | Moto       | Tiempo      | Puntos |
| ---- | ---------------- | ---------- | ----------- | ------ |
| 1    | Bill Lomas       | Moto Guzzi | 1h 11:21.8  | 8      |
| 2    | John Surtees     | MV Agusta  | + 13.6      | 6      |
| 3    | August Hobl      | DKW        | + 18.5      | 4      |
| 4    | Cecil Sandford   | DKW        | + 25.2      | 3      |
| 5    | Ken Kavanagh     | Moto Guzzi | + 59.4      | 2      |
| 6    | Dickie Dale      | Moto Guzzi | + 1'00"5    | 1      |
| 7    | Duilio Agostini  | Moto Guzzi | + 1'21"9    |        |
| 8    | Karl Hofmann     | DKW        | + 1'58"2    |        |
| 9    | Eddie Grant      | Norton     | + 2'15"4    |        |
| 10   | Paul Fahey       | AJS        | + 2'40"3    |        |
| 11   | Barry Hodgkinson | Norton     | + 1 Vuelta  |        |
| 12   | Gustav Havel     | Jawa       | + 1 Vuelta  |        |
| 13   | Gerald Robarts   | AJS        | + 1 Vuelta  |        |
| 14   | Keith Bryen      | Norton     | + 1 Vuelta  |        |
| 15   | Harry Wieland    | Norton     | + 1 Vuelta  |        |
| 16   | Ken Tostevin     | Norton     | + 1 Vuelta  |        |
| 17   | Adelmo Mandolini | Moto Guzzi | + 1 Vuelta  |        |
| 18   | L. Rehorst       | AJS        | + 2 Vueltas |        |
| 19   | Lo Simons        | Norton     | + 2 Vueltas |        |

## Resultados 250cc
En el cuarto de litro, sufrió una carencia de competidores después de la retirada de NSU y de que Moto Guzzi. También aquí, MV Agusta se benefició plenamente con su nuevo 250 Monocilindrica Bialbero. Carlo Ubbiali, Luigi Taveri y Robertto Colombo anotaron puntos con él.
| Pos. | Piloto              | Moto       | Tiempo     | Puntos |
| ---- | ------------------- | ---------- | ---------- | ------ |
| 1    | Carlo Ubbiali       | MV Agusta  | 1h 02:26.5 | 8      |
| 2    | Luigi Taveri        | MV Agusta  | + 22.6     | 6      |
| 3    | Enrico Lorenzetti   | Moto Guzzi | + 1:59.0   | 4      |
| 4    | Roberto Colombo     | MV Agusta  | + 2:49.1   | 3      |
| 5    | Horst Kassner       | NSU        | + 1 Vuelta | 2      |
| 6    | Jiří Koštír         | ČZ         | +1 Vuelta  | 1      |
| 7    | Lo Simons           | Norton     | +1 Vuelta  |        |
| 8    | Kees Koster         | NSU        | +1 Vuelta  |        |
| 9    | Hubert Luttenberger | Adler      | +1 Vuelta  |        |
| 10   | Julius Holthaus     | NSU        | +1 Vuelta  |        |
| 11   | Florian Camathias   | NSU        | +1 Vuelta  |        |
| 12   | B. Giannini         | Moto Guzzi | +1 Vuelta  |        |
| 13   | Jaap Kaspers        | ČZ         | +2 Vueltas |        |
| Ret  | Tarquinio Provini   | FB Mondial | Ret        |        |
| Ret  | František Bartoš    | ČZ         | Ret        |        |

## Resultados 125cc
En la TT Isla de Man, la nueva Montesa todavía había anotado muchos puntos pero en Assen no existía esa competición. Los dos primeros lugares fueron para Carlo Ubbiali y Luigi Taveri con sus MV Agusta 125 Bialbero y el tercero para August Hobl con la DKW.
| Pos. | Piloto             | Moto       | Tiempo     | Puntos |
| ---- | ------------------ | ---------- | ---------- | ------ |
| 1    | Carlo Ubbiali      | MV Agusta  | 53'40"2    | 8      |
| 2    | Luigi Taveri       | MV Agusta  |            | 6      |
| 3    | August Hobl        | DKW        |            | 4      |
| 4    | Cecil Sandford     | Mondial    |            | 3      |
| 5    | Karl Hofmann       | DKW        |            | 2      |
| 6    | František Bartoš   | ČZ         |            | 1      |
| 7    | Francisco González | Montesa    |            |        |
| 8    | John Grace         | Montesa    | +1 Vuelta  |        |
| 9    | Marcel Cama        | Montesa    | +1 Vuelta  |        |
| 10   | Bill Webster       | MV Agusta  | +1 Vuelta  |        |
| 11   | Lo Simons          | FB Mondial | +1 Vuelta  |        |
| 12   | Florian Camathias  | MV Agusta  | +2 Vueltas |        |
| 13   | Vaclav Parus       | ČZ         | +2 Vueltas |        |
| 14   | Jakobus Kaspers    | Sparta     | +2 Vueltas |        |
| 15   | Gerardus du Pont   | Grefa      | +3 Vueltas |        |
| Ret  | Tarquinio Provini  | FB Mondial | Ret        |        |
| Ret  | Fortunato Libanori | MV Agusta  | Ret        |        |